# Ogg
Ogg este un format container de fișiere, complet liber și fără patente, care se prezintă sub forma unui flux de biți multimedia creat pentru streaming eficient și compresie de fișiere.
Numele de "Ogg" se referă la formatul de fișier care include un număr de codecuri open source independente, atât pentru audio cât și pentru video. Fișierele care se termină în extensia .ogg pot fi de orice tip de fișier media Ogg, și deoarece formatul este gratuit, diferitele codecuri ale Ogg au fost încorporate în diferite media playere, atât comerciale, cât și gratuite.
Termenul de "Ogg" se referă câteodată în mod incorect numai la codecul audio numit Vorbis. Alte componente importante ale Ogg sunt codecul video numit Theora și formatul de compresie a vocii umane, numit Speex.

## Formatul de fișier
Formatul de fișiere Ogg creat de Fundația Xiph.org, a fost creat drept un cadru de lucru pentru o inițiativă mai largă cu ținta dezvoltării unui set de componente pentru codificarea și decodificarea conținutului multimedia. Atât codificarea cât și decodificarea sunt disponibile gratuit și pot fi reimplementate tot gratuit în software.
Formatul constă în bucăți de date numite pagini Ogg. Fiecare pagină începe cu șirul de caractere "OggS" care poate fi folosit pentru a identifica fișierul drept Ogg.
Un număr de serie și un număr de pagină în antetul paginii identifică fiecare pagină ca fiind o parte dintr-o serie de pagini care formează un flux de biți. Mai multe fluxuri de biți pot fi multiplexate în fișierul în care paginile din fiecare flux de biți este ordonat după timp și după datele conținute. Fluxurile de biți pot fi de asemenea atașate unui fișier existent, proces numit înlănțuire, pentru a face ca fluxurile de biți să fie decodificate secvențial.
O librărie licențiată sub o licență de tip BSD numită libogg este disponibilă atât pentru codificarea cât și pentru decodificarea datelor din fluxurile Ogg. Implementări independente ale formatului Ogg sunt folosite în câteva proiecte cum sunt RealPlayer și un set de filtre DirectShow.

## Istoric
Adesea se presupune că numele de Ogg vine de la caracterul numit Nanny Ogg din romanele lui Terry Pratchett, Discworld. Mai corect este un termen de jargon care a apărut în jocul video Netrek, inițial însemnând un atac kamikaze, iar mai târziu, a face ceva puternic fără a lua în considerare terminarea resurselor pe viitor. La întemeierea lui, proiectul Ogg a fost considerat cumva ambițios având în vederea resursele de calcul ale calculatoarelor personale de atunci.
Fluxul de biți Ogg este definit în RFC 3533 și tipul său MIME (application/ogg) în RFC 3534. Versiunea curentă a standardului Ogg lansată la data de 24 septembrie 2004 este 1.1.2.

## Codecuri Ogg
- Codecuri audio
  - compresie de date cu pierderi (eng. lossy data compresion)
    - Speex: manipulează vocea umană la bitrate-uri joase (~8-32 kbit/s/canal)
    - Vorbis: manipulează date audio generale la bitrate-uri mijlocii și mari (~16-256 kbit/s/canal)

  - compresie de date fără pierderi (eng. lossless data compression)
    - FLAC: manipulează arhivarea datelor audio de înaltă fidelitate
- Codecuri text
  - Writ: un codec text creat pentru a include subtitrări sau titluri de capitole
- Codecuri video
  - Theora: based pe VP3 creat de On2 și adaptat la platforma Ogg, multiplexat cu canale audio codate Vorbis
  - Tarkin: un codec experimental care folosește transformări wavelet 3D (eng. 3D wavelet transforms)

## Clienți Ogg
- Listă de clienți Ogg Vorbis

## Alternative libere și fără patente
- Matroska
- NUT

## Alternative cu patent
- MP3 și Advanced Audio Coding
- RealAudio și RealVideo
- QuickTime formatul de streaming și codecurile aferente
- Formatul RIFF și derivatele sale precum WAV și AVI
- Advanced Streaming Format cu codecurile lui Windows Media Audio și Windows Media Video

## Playere hardware compatibile Ogg
- Cowon iAudio 5 - 256mb - 2gb flashdrive
- Cowon iAudio G3 - 256mb - 1gb flashdrive
- Cowon iAudio M3 - 20gb - 40gb hard-disk
- Cowon iAudio M5 - 20gb hard-disk
- Cowon iAudio U2 - 256mb - 1gb flashdrive
- Cowon iAudio X5 - 20gb - 60gb hard-disk
- iRiver seria H100 - 20gb to 40gb hard-disk
- iRiver seria H300 - 20gb to 40gb hard-disk
- Seria iRiver iFP-700 - 128mb - 1gb flashdrive
- Seria iRiver iFP-800 - 128mb - 1gb flashdrive
- Seria iRiver iFP-900 - 256mb - 1gb flashdrive
- IOPS Z5 - 512mb - 1gb flashdrive
- Mpio ONE - 256mb - 1gb flashdrive
- Mpio hd 200 - 5gb hard-disk
- Mpio hd 300 - 20gb - 40gb hard-disk
- Neuros jukebox - 256mb - 20gb flashdrive/hard-disk
- Neuros II - 256mb - 60gb flashdrive/hard-disk
- RioVolt SP250 (dar va fi necesar să instalați firmware-ul de la iRiver) - CD
- Rio Karma - 20gb hard-disk
- Samsung YP-C1 - 256mb - 1gb flashdrive
- Samsung YP-MT6 - 256mb - 1gb flashdrive
- Samsung YP-T6 - 256mb - 1gb flashdrive
- Samsung YP-T7 - 256mb - 1gb flashdrive